# ギンムクドリ
ギンムクドリ（銀椋鳥、Sturnus sericeus）はスズメ目ムクドリ科の鳥。英名は Red-billed Starling。

## 形態
全長24cm（ムクドリと同じ大きさ）。嘴の基部は赤く、先は黒い。足は橙褐色。後頚・背・体下面は灰褐色あるいは青灰色。初列風切基部には、大きな白斑がある。腰と下尾筒は灰白色。虹彩は暗褐色。メスは全体に褐色味が強く、後頚から背はやや色が淡い。

## 分布
中国南東部に分布し、一部はベトナム北部で越冬する。
日本では、数少ない冬鳥または旅鳥として記録がある。記録のほとんどは日本海の離島や南西諸島のもので、与那国島や石垣島では毎冬、越冬している。本州・九州・伊豆諸島でも記録がある。近年、日本での分布が広がってきており、石川県では2005年1月から2月に内灘町の河北潟干拓地で雄1羽、輪島市舳倉島で2006年12月に1羽が観察されている。滋賀県では、2006年5月、湖北町（現・長浜市）海老江の「琵琶湖・水鳥湿地センター」で雄1羽が観察されており、2009年1月には高島市で雄1羽が観察されている。千葉県では2007年1月に若鳥1羽が記録されている。

## 生態
農耕地・草地・林縁・人家付近に生息する。

### 鳴き声
地鳴きはムクドリよりやや甲高い「キュリー、キョッ、キョッ」である。

## ムクドリとの雑種
ムクドリとの交雑が記録されている（ムクドリを参照）。